# Rio Vicano
Le rio Vicano est un ruisseau d'Italie centrale faisant partie du bassin collecteur du Tibre. 

## Géographie
Le rio Vicano est l'émissaire du lac de Vico. Il s'agit d'un ruisseau artificiel réalisé par les Étrusques qui ont percé le tuf de la montagne par un forage d'une longueur d'environ 100 m pour atteindre le bassin d'eau en dessous de son niveau original afin de bonifier la zone.
Le cours d'eau artificiel descend vers la vallée, traverse les communes de Ronciglione, Nepi, Castel Sant'Elia et rejoint par la gauche la rivière Treja près de Civita Castellana.